# Force (motorfiets)
Force is een Oostenrijks historisch merk van motorfietsen.
De bedrijfsnaam was Eduard Huber, Motorradbau, Wenen.
Eduard Huber bracht in 1925 motorfietsen op de markt waarvoor hij zelf ontwikkelde 349cc-tweetaktmotoren gebruikte. De productiecijfers bleven laag en in 1926 werd de productie al beëindigd.